# 火焰山 (木偶片)
《火焰山》，是中国上海电影制片厂于1958年制作的一部彩色木偶动画片，该片根据中国古典名著《西游记》改编而成，讲述了唐僧师徒四人赴西天取经途中被火焰山所阻，孙悟空向铁扇公主借芭蕉扇扇灭火焰山的故事。

## 劇情概要
唐僧师徒四人在西天取经途中路遇火焰山，为了过火焰山孙悟空去求见自己的老冤家铁扇公主和牛魔王夫妇。面对老冤家孙悟空，铁扇公主积怨爆发，拿出宝扇将孙悟空扇到5万里开外的灵吉菩萨住所。在灵吉菩萨的定风珠庇护下孙悟空再次光临芭蕉洞，先变成苍蝇钻进铁扇公主肚子里要挟铁扇公主拿到假芭蕉扇，发现上当后又趁牛魔王在龙王家作客的机会变作牛魔王模样，牵走避水金晶兽返回芭蕉洞中将真芭蕉扇骗到手。牛魔王赶回家中发现后又变作猪八戒模样將芭蕉扇从孙悟空手里騙回来，恰在此时猪八戒赶到，双方展开斗法，牛魔王被孙悟空制服。此时铁扇公主及时赶到，为了丈夫安全主动献出芭蕉扇，孙悟空使用芭蕉扇扇灭火焰山大火，师徒四人顺利走过火焰山。

## 制作人员
- 原著者：(明) 吴承恩
- 改编者: 伍伦、梁延靖
- 导演：靳夕
- 特技指导：万超尘
- 摄影：章超群、钟立人
- 制作指导：虞哲光
- 场景布置：王昌诚、詹同宣
- 作曲：吴应炬
- 造型设计：靳夕、窦宗金
- 付导演：尤磊
- 木偶操作者:
- 孙悟空 - 尤磊
- 铁扇公主/牛魔王 - 吕衡
- 猪八戒 - 张辉凤
- 龙女/女童- 靳尚侠、车慧
- 录音：梁英俊
- 剪辑：李开基
- 演奏：上影乐团
- 指挥：吴应炬